# Henricia polyacantha
Henricia polyacantha is een zeester uit de familie Echinasteridae.
De wetenschappelijke naam van de soort werd in 1906 gepubliceerd door Walter Kenrick Fisher.